# Natrosilita
La natrosilita és un mineral de la classe dels silicats. El nom deriva de la seva composició, que inclou sodi (del llatí, natrium) i silici.

## Característiques
La natrosilita és un silicat de fórmula química Na₂Si₂O₅. Es tracta d'una espècie aprovada per l'Associació Mineralògica Internacional, i publicada per primera vegada el 1975. Cristal·litza en el sistema monoclínic.
Segons la classificació de Nickel-Strunz, la natrosilita pertany a «09.EE - Fil·losilicats amb xarxes tetraèdriques de 6-enllaços connectades per xarxes i bandes octaèdriques» juntament amb els següents minerals: bementita, brokenhillita, pirosmalita-(Fe), friedelita, pirosmalita-(Mn), mcgillita, nelenita, schal·lerita, palygorskita, tuperssuatsiaïta, yofortierita, windhoekita, falcondoïta, loughlinita, sepiolita, kalifersita, gyrolita, orlymanita, tungusita, reyerita, truscottita, makatita, varennesita, raïta, intersilita, shafranovskita, zakharovita, zeofil·lita, minehil·lita, fedorita, martinita i lalondeïta.

## Formació i jaciments
Va ser descoberta al mont Karnasurt, situat al massís de Lovozero, dins l'óblast de Múrmansk (Districte Federal del Nord-oest, Rússia). També ha estat descrita al mont Kedykverpakhk, proper a la seva localitat tipus, així com al Complex d'Ilímaussaq (Kujalleq, Groenlàndia) i a la pedrera Poudrette, a Montérégie (Quebec, Canadà).